# James Minor Quarles
James Minor Quarles (* 8. Februar 1823 bei Louisa, Virginia; † 3. März 1901 in Nashville, Tennessee) war ein US-amerikanischer Politiker. Zwischen 1859 und 1861 vertrat er den Bundesstaat Tennessee im US-Repräsentantenhaus.

## Werdegang
James Quarles besuchte die öffentlichen Schulen seiner Heimat. Im Jahr 1833 zog er mit seinem Vater in das Christian County in Kentucky, wo er seine Ausbildung fortsetzte. Nach einem Jurastudium und seiner im Jahr 1845 erfolgten Zulassung als Rechtsanwalt begann er in Clarksville (Tennessee) in seinem neuen Beruf zu arbeiten. Zwischen 1853 und 1859 war er leitender Staatsanwalt im zehnten Gerichtsbezirk von Tennessee.
Politisch schloss sich Quarles Ende der 1850er Jahre der kurzlebigen Opposition Party an. Bei den Kongresswahlen des Jahres 1858 wurde er im achten Wahlbezirk von Tennessee in das US-Repräsentantenhaus in Washington, D.C. gewählt, wo er am 4. März 1859 die Nachfolge von Felix Zollicoffer antrat. Bis zum 3. März 1861 konnte er eine Legislaturperiode im Kongress absolvieren. Diese war von den Ereignissen im unmittelbaren Vorfeld des Bürgerkrieges geprägt.
Während des Bürgerkriegs diente James Quarles im Heer der Konföderation unter dem Kommando seines Bruders, dem Brigadegeneral William Andrew Quarles. Nach dem Krieg arbeitete er wieder als Anwalt. Ab 1872 war James Quarles in Nashville ansässig. Von 1878 bis 1882 war er Richter am dortigen Strafgericht. Anschließend praktizierte er wieder als Rechtsanwalt. Er starb am 3. März 1901 in Nashville, wo er auch beigesetzt wurde.